# كونكيرور (دبابة)
دبابة كونكيرور (بالإنجليزية: Conqueror tank) يُطلق عليها أيضًا إف في 214 كونكيرور كما تُسمَّى رسميًا دبابة كونكيرور الثقيلة ذات المدفع عيار 120 ملم  هي دبّابة بريطانيّة ثقيلة، تم إنتاجها عام 1955 مقابل دبّابة إيوسف ستالن السوفيتيّة في ألمانيا خلال فترة ما بعد الحرب العالمية الثانية.

## التاريخ
قامت مصانع الذخائر الملكيّة البريطانيّة بإنتاج 185 دبّابة من نوع كونكيرور بين عاميّ 1955 و 1966 لتخدم في القوّات البريطانية في ألمانيا الغربية بعد انتهاء الحرب العالمية الثانية. كان دورها توفير دعم مضاد للدبّابات طويل المدى لدبّابة سينتوريون البريطانيّة، واُستبدلت لاحقًا بدبّابة تشفتن.

## المستخدمون
- المملكة المتحدة، خدمت في ألمانيا الغربية فقط.

## وصلات خارجية
- صور لدبابة كونكيرور